# Snälla, snälla

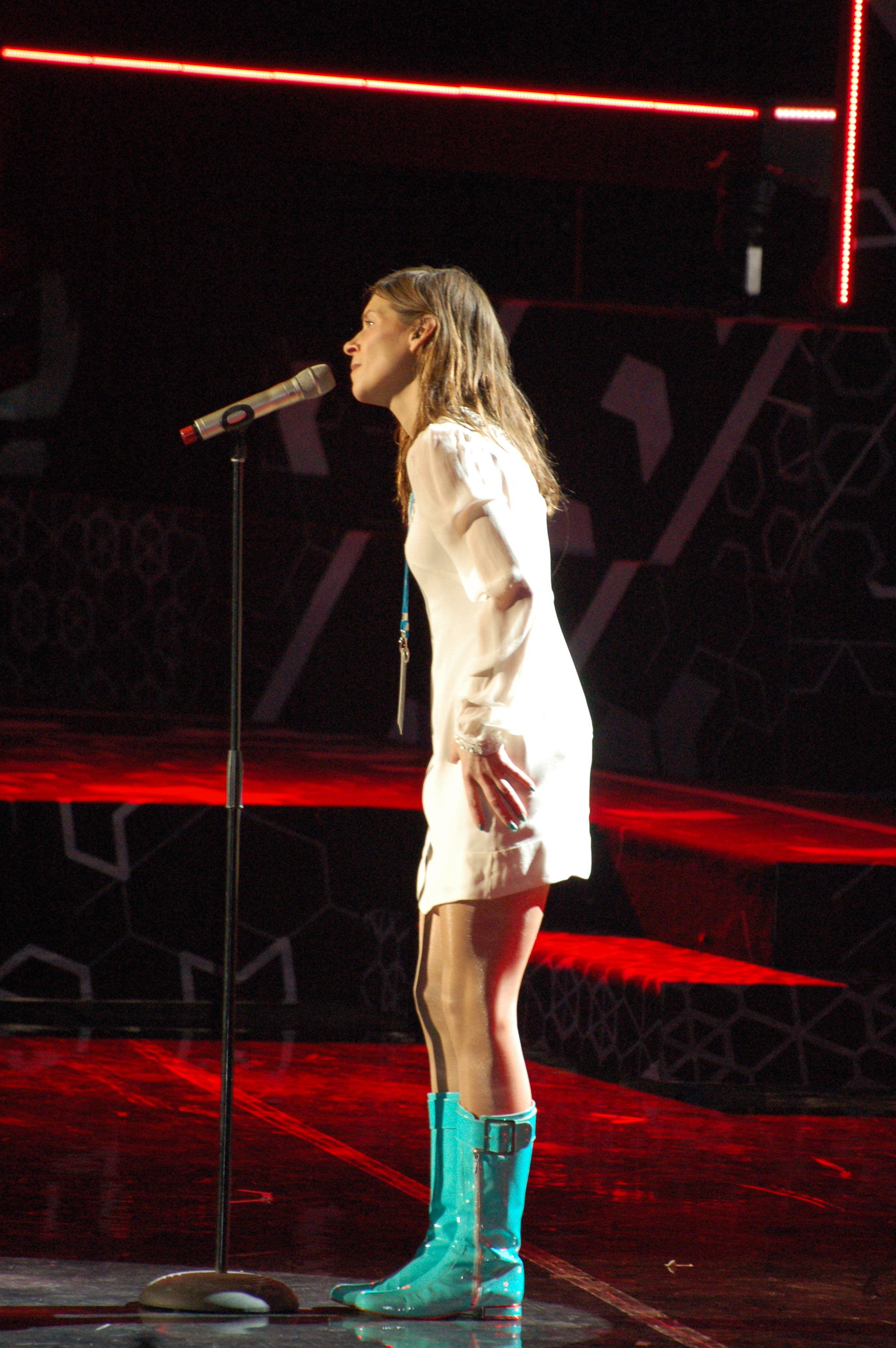
Caroline af Ugglas framför låten på den svenska Melodifestivalen 2009.

Snälla, snälla är en soulballad skriven av Caroline af Ugglas och Heinz Liljedahl, framförd av Caroline af Ugglas i den svenska Melodifestivalen 2009, där låten medverkade vid första deltävlingen i Scandinavium i Göteborg den 7 februari 2009. Via andra chansen gick låten vidare till final och slutade på andra plats.
Låten låg även på Caroline av Ugglas album Så gör jag det igen 2009.
Singeln nådde som högst 2:a plats på den svenska singellistan. Den gick även in på Trackslistan. Den 10 maj 2009 gick melodin även in på Svensktoppen .
I Dansbandskampen 2010 tolkades låten av Willez.

## Listplaceringar
| Lista (2009) | Position |
| ------------ | -------- |
| Sverige      | 2        |